# Miên Hoa
Miên Hoa (tiếng Trung: 綿譁; 1785 - 13 tháng 10 năm 1845) là một hoàng thân của nhà Thanh trong lịch sử Trung Quốc, người thừa kế 1 trong 12 tước vị Thiết mạo tử vương.

## Cuộc đời
Miên Hoa sinh vào giờ Dần, ngày 9 tháng 2 (âm lịch) năm Càn Long thứ 50 (1785), trong gia tộc Ái Tân Giác La. Ông là con trai thứ hai của Phụ quốc Tướng quân Vĩnh Phiên (永蕃) - cháu của Trang Khác Thân vương Dận Lộc (胤祿). Mẹ ông là Kế Phúc tấn Nữu Hỗ Lộc thị (鈕祜祿氏). Ông là em trai ruột của Trang Cần Thân vương Miên Hộ. Năm Gia Khánh thứ 10 (1805), ông được phong Phụng quốc Tướng quân (奉国将军). Năm Đạo Quang thứ 22 (1842), huynh trưởng của ông qua đời mà không có con nối dõi, nên ông được thế tập tước vị Trang Thân vương đời thứ 8. Tháng 5, ông trở thành Tộc trưởng của Hữu dực Cận chi (右翼近支族长). Năm thứ 25 (1845), giờ 13 tháng 9 (âm lịch), giờ Hợi, ông qua đời, thọ 60 tuổi, được truy thụy là Trang Chất Thân vương (莊質親王).

## Gia quyến
- Đích Phúc tấn: Qua Nhĩ Giai thị (瓜尔佳氏), con gái của Tá lĩnh Đức Nghĩa (德义).
- Thứ thiếp: Trương thị (张氏), con gái của Trương Tiên Bảo (张仙保).
- Con trai

1. Dịch Nhân (奕仁; 1824 – 1874), mẹ là Đích Phúc tấn Qua Nhĩ Giai thị. Năm 1845 được thế tập tước vị Trang Thân vương. Sau khi qua đời được truy thụy Trang Hậu Thân vương (莊厚親王). Có bốn con trai.
2. Dịch Bội (奕佩; 1831 – 1882), mẹ là Đích Phúc tấn Qua Nhĩ Giai thị. Được phong làm Bất nhập Bát phân Phụ quốc công (不入八分辅国公) kiêm Nhất đẳng Thị vệ (头等侍卫). Có năm con trai.
3. Dịch Bảo (奕保; 1843 – 1880), mẹ là Thứ thiếp Trương thị. Được phong làm Phụ quốc Tướng quân (辅国将军). Có ba con trai.